# Nationaal park Garajonay

Locatie van het park op La Gomera

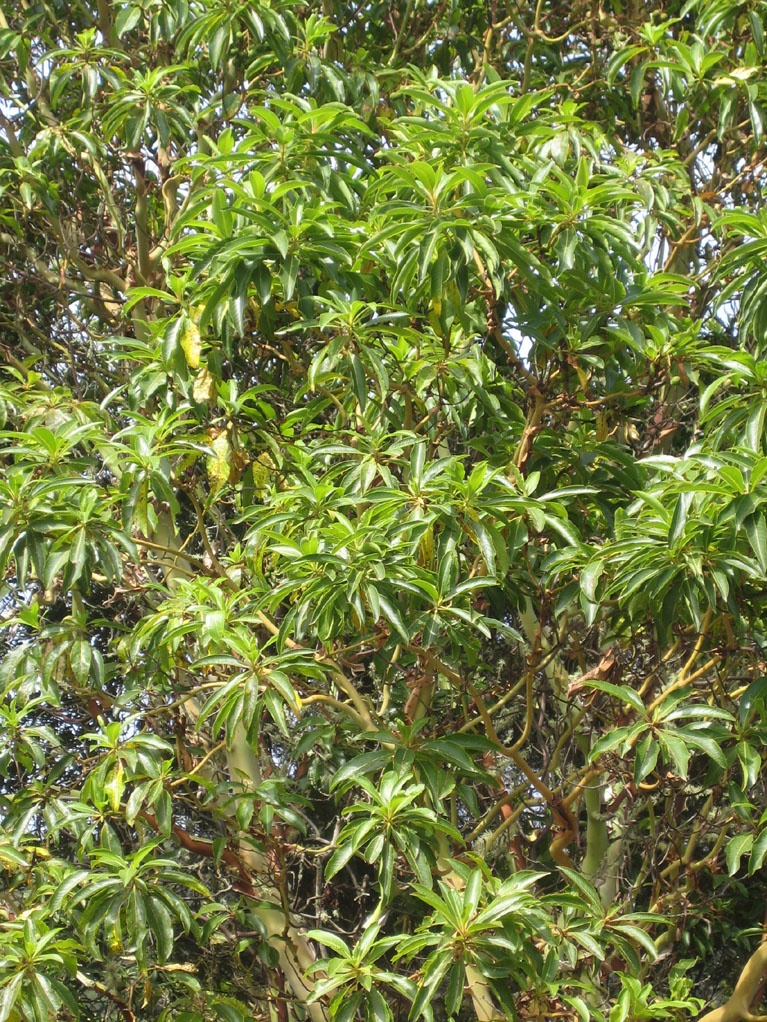
Arbutus canariensis

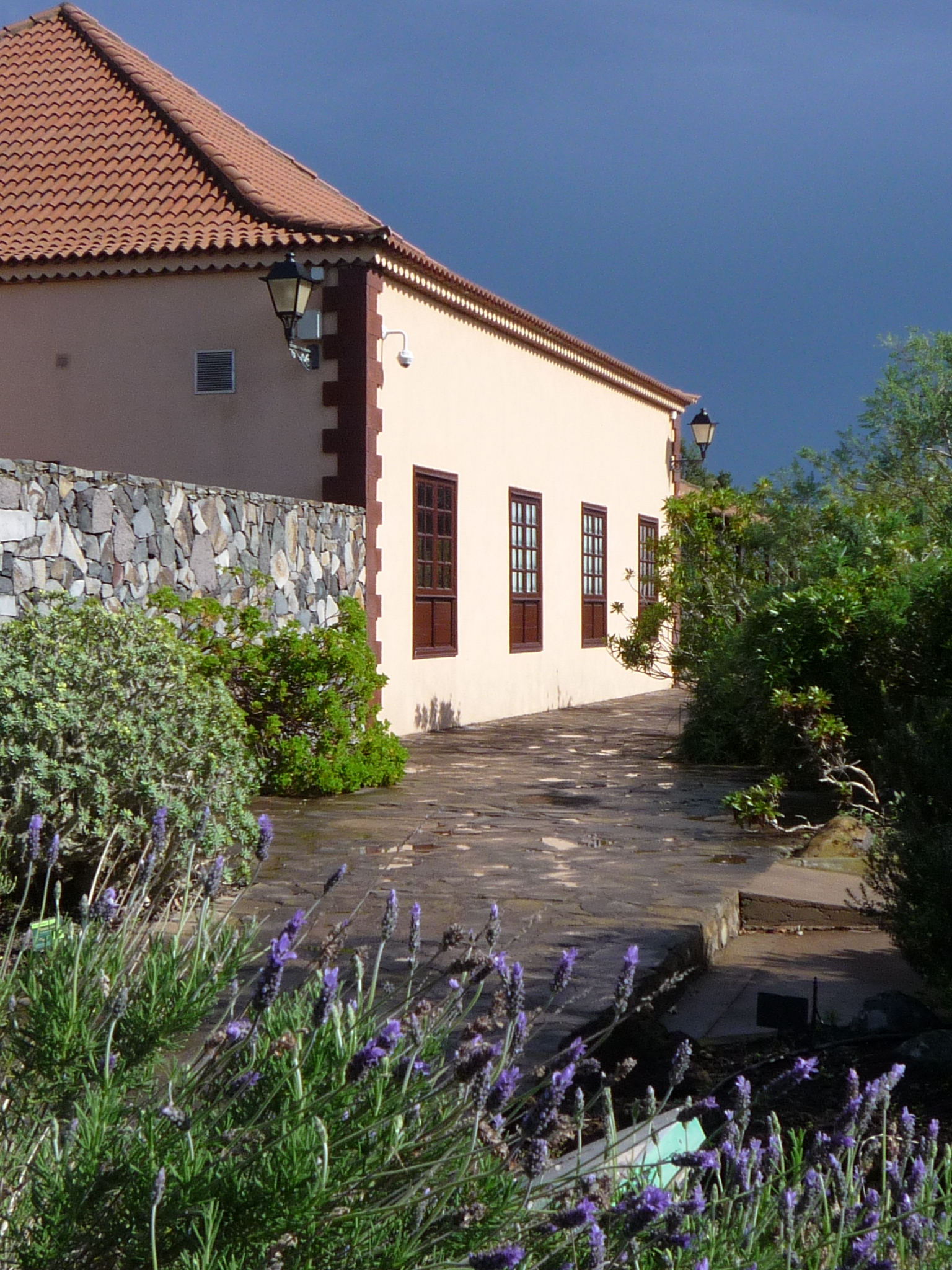
Bezoekerscentrum in Agulo

Nationaal park Garajonay (Spaans: Parque nacional de Garajonay) ligt in het midden en noorden van La Gomera; een van de Canarische Eilanden, behorend tot Spanje. Het werd in 1981 uitgeroepen tot nationaal park en werd in 1986 op de Werelderfgoedlijst van de UNESCO geplaatst. Het park beslaat met 3.984 hectare (40 km²) tien procent van het eiland en ligt binnen het territorium van alle zes gemeenten. Sinds 1988 heeft het ook de status 'Europees vogelreservaat'.

## Naam
Het park is vernoemd naar de rotsformatie van Garajonay; het hoogste punt van het eiland op 1.487 m. en ligt grotendeels op een plateau met een hoogte van 790-1.400 m boven het zeeniveau. De naam 'Garajonay' baseert voorts op een oud verhaal van de Guanchen over Gara en Jonay; een soort Canarische Romeo en Julia.

## Klimaat en vegetatie
Het klimaat is vochtig (neerslag 600 tot 900 mm per jaar) en niet al te warm (gemiddeld 14 à 15 °C). De vegetatie bestaat overwegend uit laurisilva; dit zijn vochtige subtropische bossen die in het Tertiair bijna heel Europa besloegen. In het bos groeien groenblijvende, hardhouten bomen die tot veertig meter hoog kunnen worden; Laurus azorica en Laurus novocanariensis. Dit soort vegetatie is verder nog te vinden op de Azoren en op Madeira.

## Inheemse fauna
De laurierbossen hebben een gevarieerde onderbegroeiing en huisvesten een rijk leven aan planten, ongewervelden, vogels en vleermuizen, waaronder een aanzienlijk aantal endemische soorten.
Onder de duizend diersoorten in het bos, waarvan er ongeveer honderdvijftig inheems zijn, vindt men bijvoorbeeld de reptielen Gallotia gomerana en de West-Canarische skink. Ook de mediterrane boomkikker kan men er aantreffen.
Het park staat bekend als een van de beste plaatsen om twee soorten Canarische duiven te observeren; de laurierduif en de bolles laurierduif.

## Overige
Tijdens een grote bosbrand in augustus 2012 werd achthonderd hectare van het park in de as gelegd. Het bezoekerscentrum van het park. Juego de Bolas. bevindt zich in La Palmita-Agulo. De tuinen rondom hebben het karakter van een botanische tuin. Het nationale park wordt doorkruist door een dicht netwerk van wandelpaden.

## Afbeeldingen

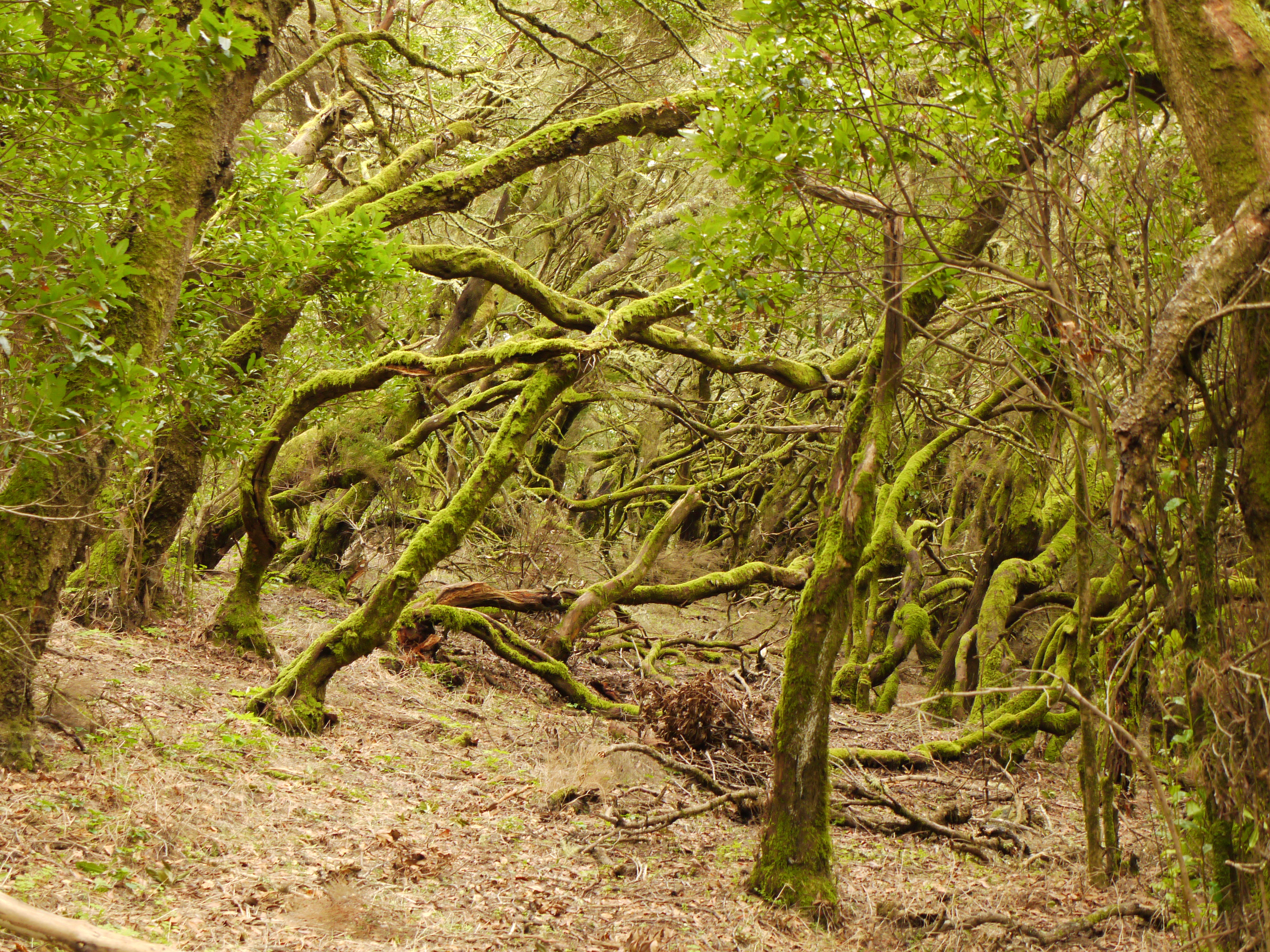
Laurisilva
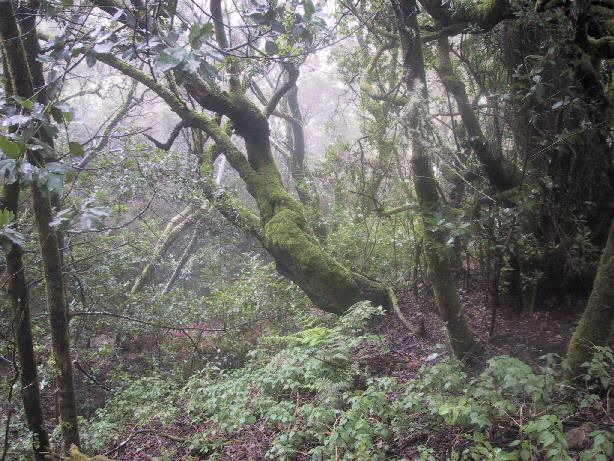
Laurierbossen
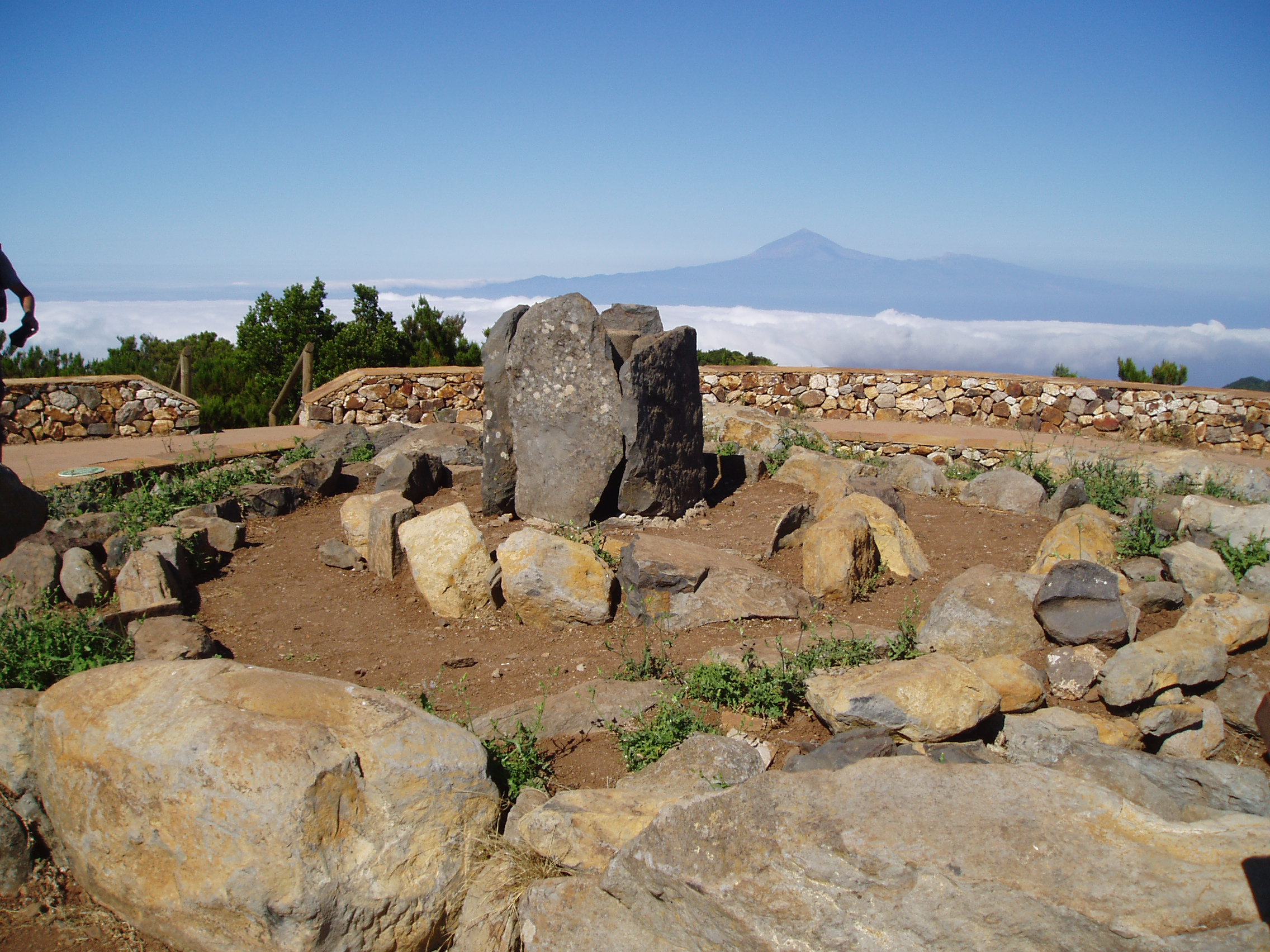
Een heiligdom van de Guanchen
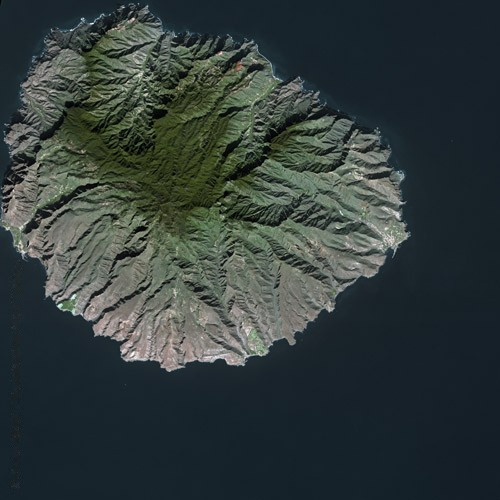
Satellietfoto van La Gomera

Alhambra, Generalife en Albaicín, Granada ·
Kathedraal van Burgos ·
Historisch centrum van Córdoba ·
Klooster en plaats van het Escorial, Madrid ·
Werken van Gaudí ·
Grot van Altamira en de paleolithische grotkunst van Noord-Spanje ·
Monumenten van Oviedo en het koninkrijk Asturië ·
Oude stad Ávila met de Kerken-buiten-de-Muren ·
Oude stad Segovia en aquaduct ·
Santiago de Compostella (oude stad) ·
Nationaal park Garajonay ·
Historische stad Toledo ·
Mudéjararchitectuur van Aragón ·
Oude stad Cáceres ·
Kathedraal, Alcázar en Archivo General de Indias in Sevilla ·
Oude stad Salamanca ·
Klooster van Poblet ·
Archeologisch ensemble van Mérida ·
Pelgrimsroute naar Santiago de Compostella ·
Koninklijk klooster van Santa Maria de Guadalupe ·
Nationaal park Doñana ·
Historische ommuurde stad Cuenca ·
La Lonja de la Seda van Valencia ·
Las Médulas ·
Palau de la Música Catalana en Hospital de Sant Pau, Barcelona ·
Monte Perdido ·
Kloosters van San Millán Yuso en Suso ·
Prehistorische rotskunst in de Coa Vallei en de Siega Verde ·
Rotskunst van het Middellandse Zeebekken op het Iberisch Schiereiland ·
Universiteit en historische parochie van Alcalá de Henares ·
Ibiza, biodiversiteit en cultuur ·
San Cristóbal de La Laguna ·
Archeologisch ensemble van Tarraco ·
Archeologisch Atapuerca ·
Catalaanse romaanse kerken van de Vall de Boí ·
Palmeral van Elche ·
Romeinse muur van Lugo ·
Cultuurlandschap van Aranjuez ·
Monumentale renaissance-ensembles van Úbeda en Baeza ·
Vizcayabrug ·
Oude en voorhistorische beukenbossen van de Karpaten en andere regio's van Europa ·
Nationaal park El Teide ·
Herculestoren ·
Cultuurlandschap van de Serra de Tramuntana ·
Erfgoed van kwik. Almadén en Idrija ·
Dolmens van Antequera ·
Kalifaatstad Medina Azahara ·
Cultuurlandschap van de Risco Caído en de heilige bergen van Gran Canaria  ·
Paseo del Prado en Parque del Buen Retiro, een landschap van kunst en wetenschap
Aigüestortes i Estany de Sant Maurici · 
Archipiélago de Cabrera ·   
Cabañeros · 
Caldera de Taburiente · 
Doñana · 
Garajonay · 
Islas Atlánticas de Galicia · 
Monfragüe · 
Ordesa y Monte Perdido · 
Picos de Europa · 
Sierra de Guadarrama · 
Sierra de las Nieves ·
Sierra Nevada · 
Tablas de Daimiel · 
Teide · 
Timanfaya
- Gemeinsame Normdatei: 7749662-0
- Virtual International Authority File: 243258679